# 超次元遊廓 花天楼
『超次元遊廓 花天楼』（ちょうじげんゆうかく かてんろう）は、なるしまゆりによる日本の漫画作品。

## 登場人物

### 花天楼
次元と時空を彷徨う遊廓。日本の様々な時代を縦横無尽に渡りゆく。遊女は生前、恋に未練を残して死んだ女達。生きた人間が夢の中で客となる。生身のまま花天楼に居るのは葵と凌霄のみ。
葵（あおい）
花天楼でお客の案内係を務める少女。「蜜蜂」と呼ばれる出で立ちで、元気に花天楼の仕事をしている。半人前なので座敷には上がらない。
幼児の頃、第二次世界大戦で両親を亡くし、さらに空襲で、引き取られた先の大人も近所の人々も死んでしまうのを目撃し、髪が真っ白くなった。焼夷弾によって焼け野原となった街をうつろに歩いていると、太夫姿の凌霄を見つけた。赤い花のように見えた凌霄に見とれ、凌霄を追ってゆき花天楼に入った。それ以後、生身で花天楼に暮らす二人目の住人となった。
幼児から十代半ばの少女に成長しているまで、ずっと凌霄にくっついてまわり、いつの間にか凌霄に熱烈な恋心を抱くようになっている。葵の凌霄への恋心は、あからさまに態度に出ていて花天楼の遊女達には公然の事となっているが、当の凌霄は葵に冷たい態度を取り続けている。
凌霄［太夫］（のうぜん）
男だが、客の前では太夫の衣装を着こなし、太夫の仕事をしている。舞の名手。花天楼のお職（一番の稼ぎ手）。どんなお座敷でもニコリともしないので「不笑（わらわず）の太夫」とも呼ばれる。花魁道中も行う。
花信［さま］（かしん）
花天楼のお内所（主人）。花信風を吹かせ花天楼を別の時代の次元へ運ぶ。
お婆（おばあ）

合歓（ねぶ）
遊女。泣きボクロのある、優しい女。
侘助（わびすけ）
遊女
桔梗（ききょう）
遊女
願さん（ガンさん）

### その他
ヒロキ
スカジャンを着ているので「別珍さん」と呼ばれる。初めて夢の中で花天楼へ行った時、合歓に声を掛けられ初会し、裏を返す（二回目に会った〕時、合歓の心を傷つけ「恋を何のためにするのか？」と問われる。母親の男癖の悪さを幼い頃から見て育ち、恋人とも上手くいかなかったヒロキだが、合歓の問いに答える。合歓を敵娼（あいかた）とし、その後しばらく夢の中で逢瀬を交わした。しかし突然、夢で花天楼へ行けなくなる。合歓との思い出が心の支えと成る。
絶姫（たえひめ）